# نو بزغاله
نو بزغاله یک ستاره است که در صورت فلکی بزغاله قرار دارد.